# 봄바디어 리어젯 35

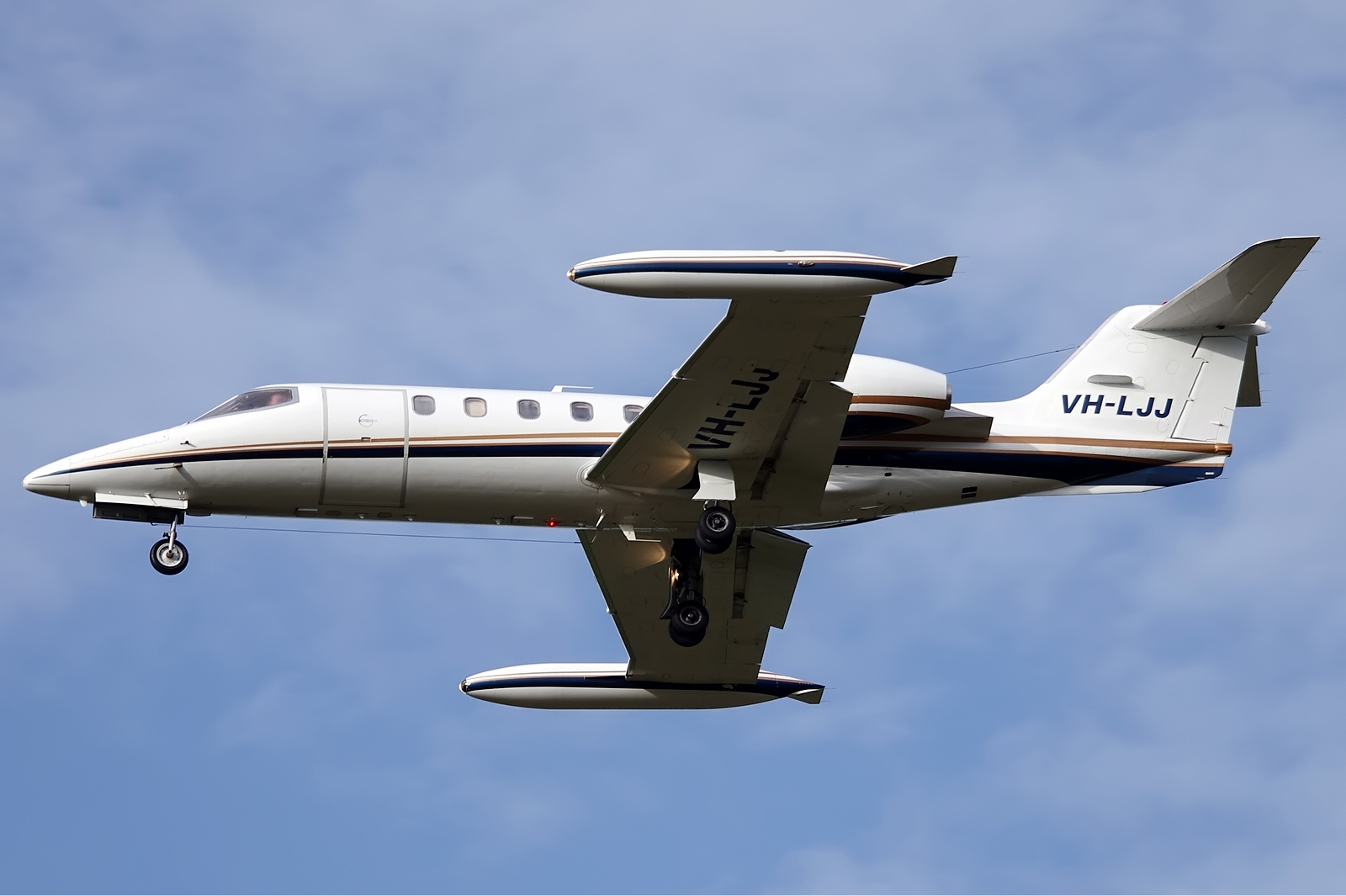

봄바디어 리어젯 35는 캐나다의 봄바디어 에어로스페이스가 개발한 리어젯 시리즈 중에서 작은 편인 비지니스기로, 좌석은 2~7석이 있다. 이 항공기는 매우 작아서 잔디밭에서도 택싱을 할 수 있으며, 이륙은 활주로에서만 가능하다. 저공비행을 할 때에는 아주 빠른 속도로 비행할 수 있다.